# Conservatori Municipal de Música José Iturbi
El Conservatori Municipal de Música "José Iturbi" és una institució docent dedicada a l'educació musical, la titularitat de la qual la té l'Ajuntament de València.
El nou conservatori inaugurat el 2002 i construït al barri de Penya-roja de la ciutat de València, ha millorat les prestacions de la institució ampliant la seua superfície i els seus serveis.

## Història
Les Escoles Municipals de Música es creen a València el 1869 per a cobrir una necessitat popular, l'educació musical entre la població local, promovent la creació d'un cos de professors de música que fins aleshores impartien classes als seus domicilis particulars. En un primer moment es crearen dues seccions diferenciades per a nens i nenes, la primera dirigida pel mestre Manuel Penella i la segona per Consuelo del Rey. El 1896 se n'amplià el nombre fins a set: quatre per a xiquetes i tres per a xiquets.
Posteriorment, amb la creació del Conservatori de Música l'any 1879, els professors de les Escoles Municipals de Música van passar a realitzar les tasques docents als col·legis públics nacionals i municipals de la ciutat.
En 1979 es crea com a centre no oficial reconegut d'ensenyament musical de grau elemental l'Escola Municipal de Música de València, sota la direcció d'en José Roca Coll. Posteriorment, després de l'èxit obtingut en aquest projecte músico-cultural de l'ajuntament, el mateix mestre Roca va proposar que el centre es batejara amb el nom de l'il·lustre pianista valencià José Iturbi, i així, en el curs acadèmic 1979-80 es converteix en l'Escola Municipal de Música "José Iturbi" de València.
Durant el curs 1986/1987 es transforma l'Escola Municipal "José Iturbi" en Conservatori de música (Decret 104/1986 de 30 de juliol del Govern Valencià), i l'any 1985, sent director en Josep Climent, va passar a ser Conservatori professional (Decret 207/1992 de 23 de novembre del Govern Valencià), la qual cosa suposa poder oferir també estudis musicals de grau mitjà o professional.
Des de 1993 fins 2014 ha estat director del centre en Salvador Chulià Hernández. Des de 2014 ho és Sergio Sapena Martínez.

## Professors destacats
- Salvador Seguí Pérez
- Salvador Chulià Hernández
- Francesc Tamarit Fayos
- Josep Climent Barber

## Formació musical

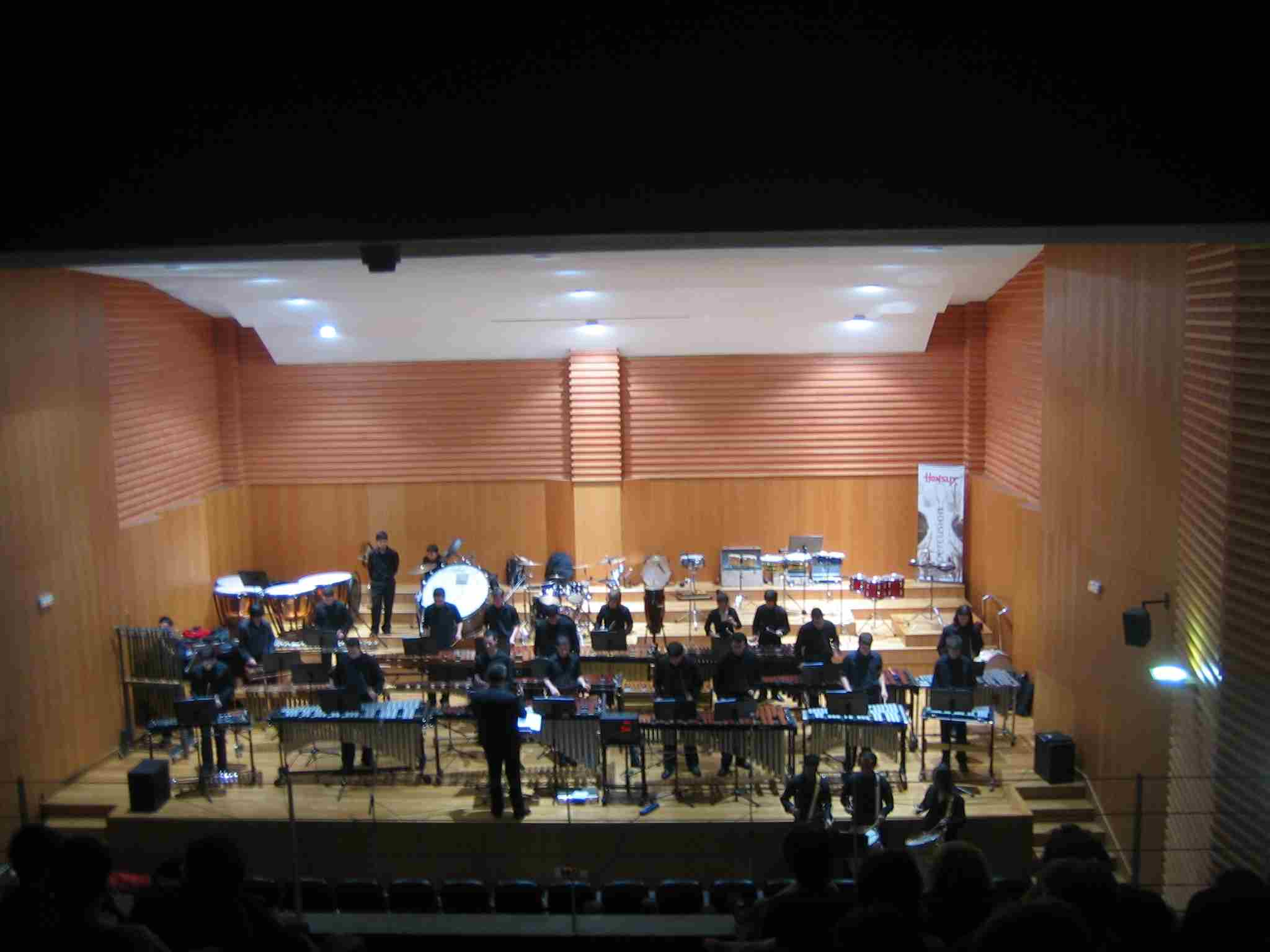
Actuació de l'orquestra Percujove a la Sala Roca del Conservatori.

Al Conservatori Municipal de Música "José Iturbi" s'imparteixen les assignatures corresponents als distints graus de l'ensenyament musical (grau elemental i grau professional) i les especialitats en diversos instruments (com cant, piano, clarinet, dolçaina, fagot, saxòfon, flauta travessera i de bec, oboè, trombó, trompeta, trompa, tuba, percussió, violí, viola, violoncel, contrabaix i guitarra).
El conservatori compta amb diverses agrupacion musicals, com la banda simfònica, orquestra simfònica, els cors infantil i mixt, i l'orquestra de percussió Percujove.